# 郭全博
郭全博（1997年8月31日—），中国足球运动员，湖北省武汉市人，司职守门员，现效力中国足球超级联赛球队北京中赫国安。郭全博8岁加入北京国安足球学校，曾破格入选北京全运队参加2013年全运会男足预选赛。2017年，他上调北京国安一队。2018年5月19日中超联赛北京中赫国安客场2比0战胜长春亚泰的比赛，郭全博首发出场并打满全场，赛后被评为全场最佳球员，这是他第一次代表北京中赫国安出场比赛。他是中国足协推行U23新政后第一位首发出场的U23门将。

## 俱乐部生涯

### 青年队
郭全博出自北京国安青训系统。据报道，8岁时他随家人到北京旅游，正巧遇上北京国安刊登报纸广告招募小球员。那时他还从未踢过足球，但他想去足校，家人把他送进了国安足球学校。由于表现突出，1997年龄段的郭全博被破格选入1995年龄段球员组成的北京全运队，参加了2013年全运会男足预选赛。2016年10月，北京国安派出预备队参加京津冀冠军杯足球赛，郭全博曾获得首发机会。

### 北京国安一队
郭全博2017年升入北京中赫国安一队。虽然身在一队，但他主要参加预备队联赛，差不多每场比赛与另一位年轻门将张岩各踢半场。张岩同样是1997年出生，曾入选U19、U22国家队。2017年6月26日北京中赫国安主场与江苏苏宁的中超联赛，代理主教练谢峰将郭全博列入大名单。最终郭全博没有替补上场。不过，这场比赛使他成为当赛季北京中赫国安第四位进入大名单的U23球员（前三位是唐诗、吴贵超和巴顿）。
2018赛季初，北京中赫国安主力门将杨智因伤缺阵，侯森顶替杨智出任首发门将，而郭全博则成为第一替补门将。赛季的前14场比赛，除了足协杯与上海申鑫的比赛以外，其余13场比赛郭全博都进入了大名单。赛季前，北京中赫国安签下了延边富德队的门将池文一，而池文一排在郭全博之后成为了第三门将。5月19日与长春亚泰的比赛，德国籍主教练施密特出人意料地派郭全博担任首发门将并打满全场。这是他首次代表北京中赫国安出场比赛。这场比赛郭全博表现出色，零封对手，帮助球队在客场取胜，他本人也在赛后被评为全场最佳球员。此时郭全博尚不满23岁，他成了中国足协推行U23新政之后第一位首发U23门将。根据中国足协年初发布的规则，中超、中甲、足协杯首发阵容中必须有一名U23球员，全场比赛U23球员出场人次不得少于外援上场人次。外援通常是队中的重要球员，中超联赛各队通常会用满3个外援出场名额，因此U23球员上场规则会给各队带来一些困难。与长春亚泰的比赛之后，施密特解释说，他早有派U23门将首发的打算，球队的U23球员大多是前场球员，如果不派上U23门将，球队在前场的人员选择极为有限。6月9日北京国安主场与上海上港的足协杯四分之一决赛第一回合的比赛，郭全博再次首发出场，全场有7次成功扑救，助球队2比1取胜，赛后他被评为当场最佳球员。

## 備註
1. ↑  推行U23新政后第一位上场比赛的门将是中甲北京控股的王梓翔，主教练高洪波为了完成足协规定的U23出场人次要求，在比赛最后阶段派他替补上场。[6][7]